# Корен-Заліс
Корен-Заліс (нім. Kohren-Sahlis) — місто в Німеччині, розташоване в землі Саксонія. Входить до складу району Лейпциг.
Площа — 36,72 км2. Населення становить 14 729 230 ос. (станом на 31 грудня 2020).